# Caraipa parvifolia
Espèce
Caraipa parvifolia est une espèce de plantes à fleurs de la famille des Calophyllaceae (anciennement des Clusiaceae). C'est un arbre méconnu, endémique du Nord de la Guyane. C'est l'espèce type du genre Caraipa Aubl..

## Statut
Caraipa parvifolia est une espèce déterminante ZNIEFF en Guyane.

## Description
Caraipa parvifolia est un arbre ou un arbuste à rameaux rougeâtres.
Ses feuilles sont simples alternes, entières, pétiolées penninervées, tomenteuses-canescentes en dessous, de forme ovales aiguës, avec de courtes stipules opposées et aiguës.
La nervure médiane est unie par de nombreuses nervures secondaires parallèles, 
L'inflorescence est une panicule formée de petits bouquets de fleurs formant des grappes au sommet des rameaux.
Les fleurs sont hermaphrodites odorantes.
Les 5 sépales sont velus, imbriqués.
On compte 5 pétales libres.
Les nombreuses étamines ont de longs filets, et des anthères avec le large connectif terminé par une glande.
L'ovaire comporte 3 loges.
Le fruit est une capsule ligneuse, velue-cendrée sub-trigone à acumen incurvé, avec 3 valves persistantes s'ouvrant de haut en bas,.

## Répartition
Caraipa parvifolia est uniquement connu des forêts du nord de la Guyane (cf. GBIF (7 mars 2022)).

## Écologie
Caraipa parvifolia est une espèce encore largement méconnue.

## Protologue

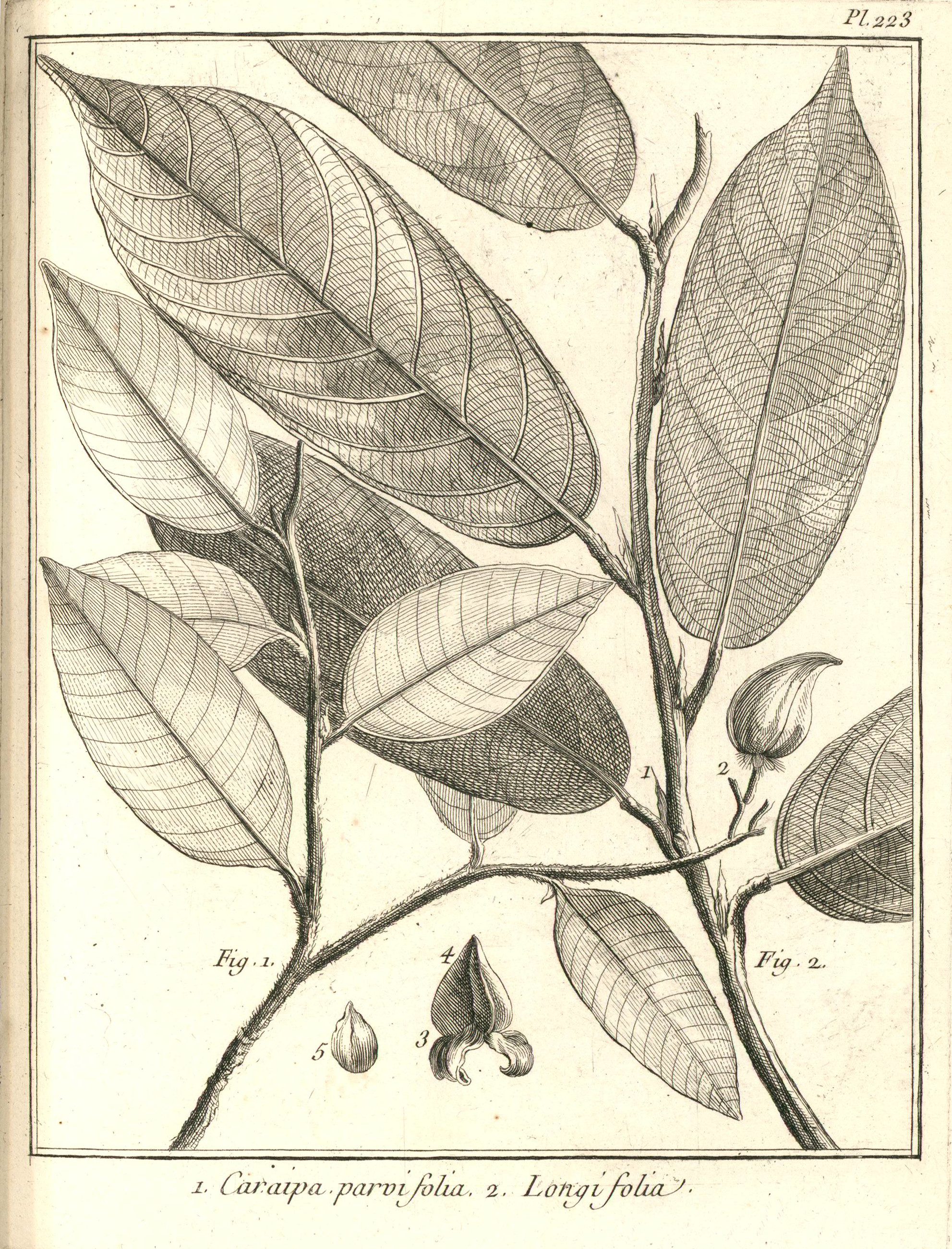
Caraipa parvifolia par Aublet (1775)
Planche 207. Les feuilles & le fruit ſont repréſentés de grandeur naturelle.

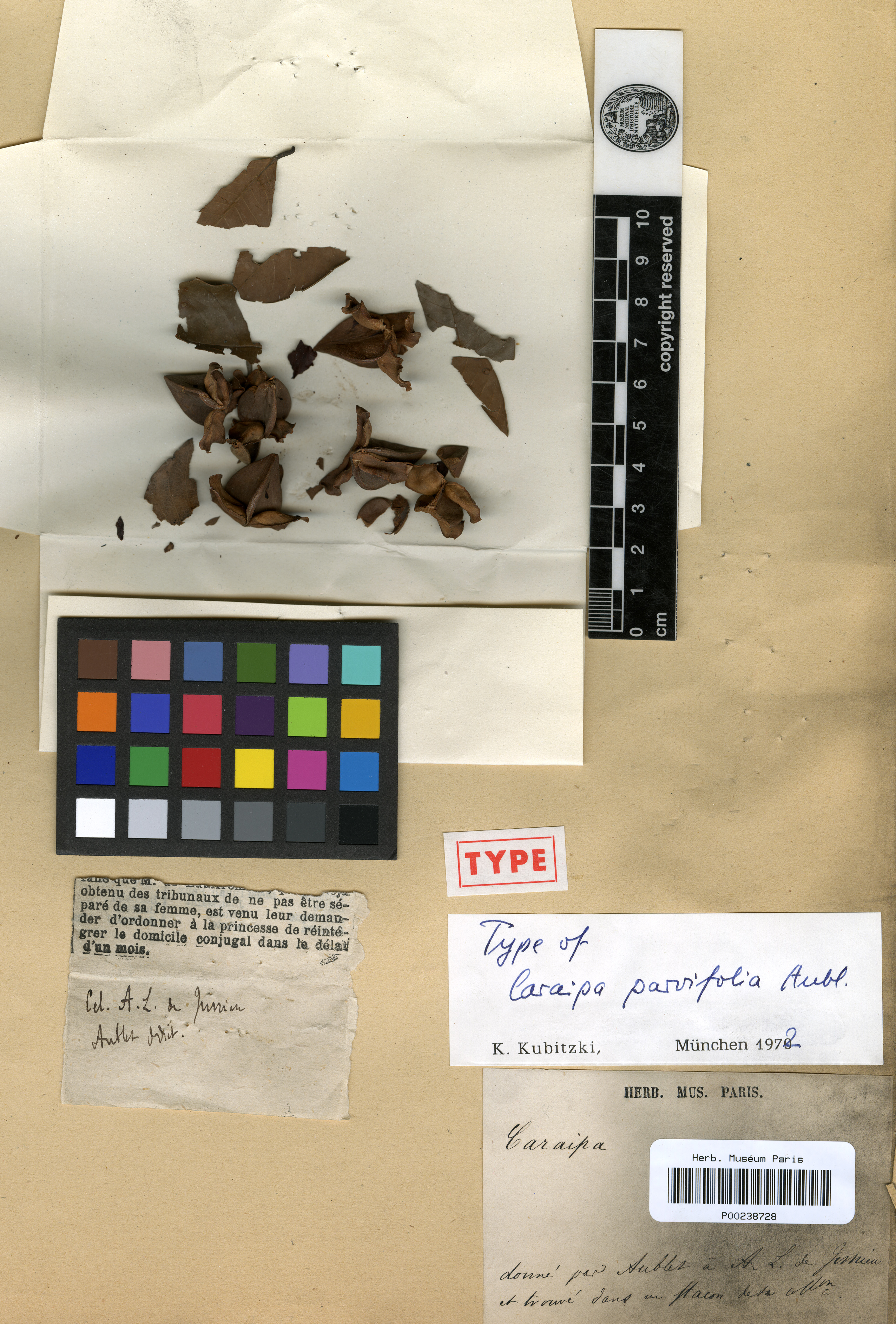
échantillon type de Caraipa parvifolia collecté par Aublet en Guyane

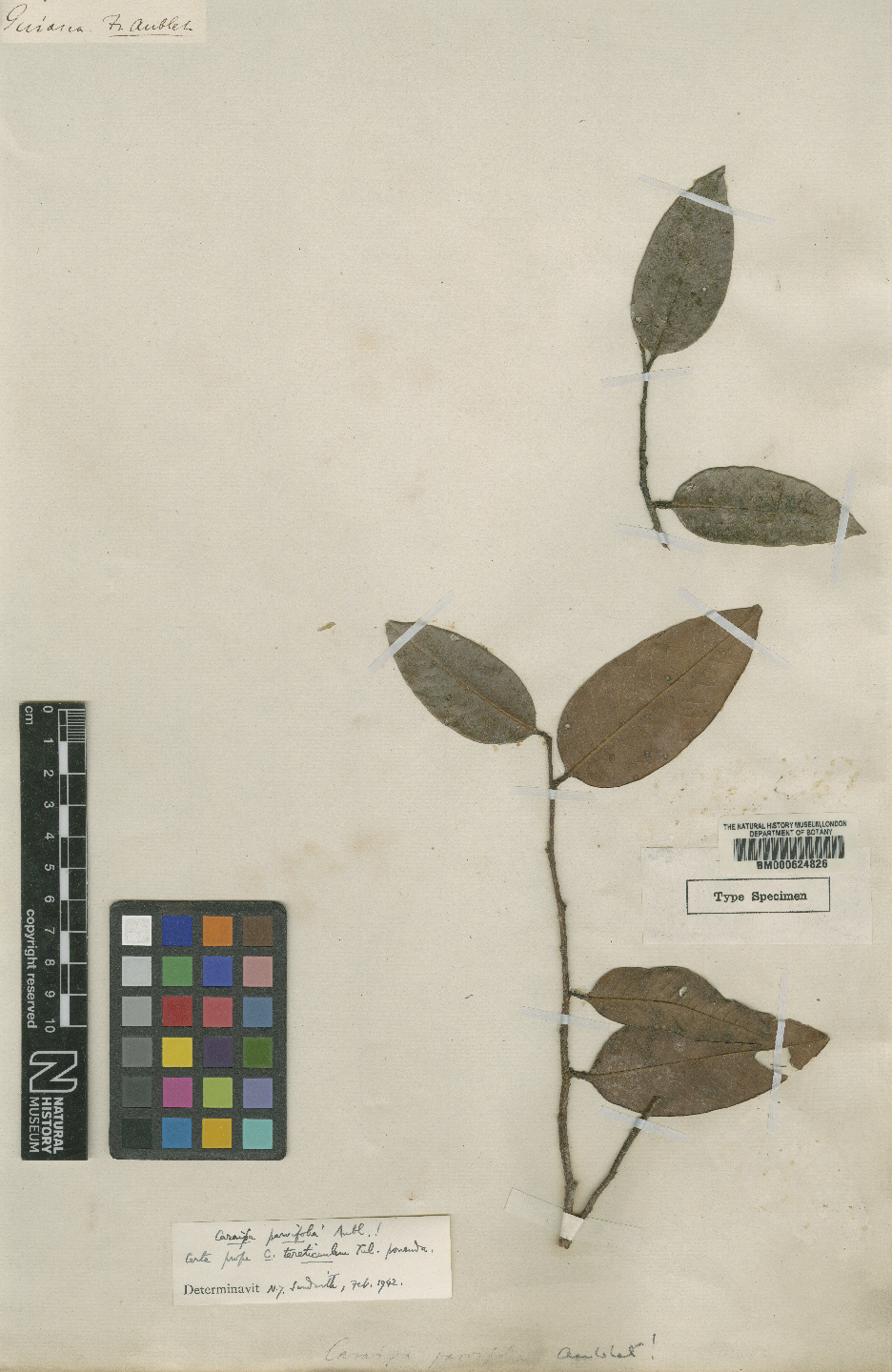
échantillon type de Caraipa parvifolia collecté par Aublet en Guyane

En 1775, le botaniste Aublet propose le protologue suivant : 

« CARAIPA (parvifolia) foliis ovatis, acutis, fubtus tomentoſis, candicantibus. (Tabula 223. Fig. 1.)
Arbor viginti-pedalis, ramoſiſſima ; ramulis rubicundis. Folia alterna, ovata, acuta, integerrima, ſuprà viridia, ſubtùs incana, petiolata; stipulis brevibus, oppoſitis, acutis. Flores racemoſi, terminales. Fructus ; capſula villoſa, cinerea, ſubtrigona, in acumen incurvum deſinens, trilocularis, trivalvis ; valvulis ab apice dehiſcentibus, non deciduis. Lignum trunci internum, rubrum ; alburni, rufeſcens ; utrumque compadum.
Fructum ferebat Julio.
Habitat in ſylvis : plurimæ occurrunt varietates.

LE CARAIPÉ à petite feuille. (Planche 223. Fig.1)
Le tronc de cet arbre à quinze ou vingt pieds de hauteur, ſur ſept à huit pouces de diamètre. Son écorce eſt brune, liſſe & gerſée. Le bois de ſon obier eſt rouſſâtre ; celui de l'intérieur eſt rouge, dur & compacte. Il pouſſe à ſon ſommet des branches, les unes droites, les autres inclinées & preſque horiſontales. Elles ſont chargées de rameaux rougeâtres, garnis de feuilles alternes, entières, liſſes, ovales, terminées en pointe, vertes en deſſus, couvertes d'un duvet blanchâtre en deſſous. Leur pédicule eſt court, convexe & creuſé en gouttiere en deſſus. À ſon attache il eſt accompagné de deux stipules oppoſées qui tombent de bonne heure. 
Les fleurs naiſſent par bouquets à l'extrémité des rameaux. 
Le calice eſt découpé profondément en cinq parties vertes & velues. 
Je n'ai pas vu la corolle ; elle étoit tombée. 
Les étamines ſont en grand nombre, attachées deſſous l'ovaire. 
Les filets ſont longs. Les anthères ſont rondes, à deux bourſes ; elles couvroient la baſe de l'ovaire. Je n'ai pas vu le piſtil. 
Le fruit étoit mur. C'eſt une capſule velue, arrondie à ſa baſe, terminée par une pointe mouſſe & courbée. Elle s'ouvre en trois valves de la pointe à la baſe ; chaque valve laiſſe à découvert une ſemence attachée a un placenta à trois ailes, qui, conjointement avec les valves, formoient les trois loges. Ces semences ſont des amandes anguleuſes, & convexes extérieurement. 
Cet arbre eſt nommé CARAIPÉ par les Garipons. Ils emploient les cendres de ſon écorce mêlées avec une terre graſſe pour faire leur poterie. 
Les Créoles nomment cet arbre MANCHE-HACHES, parceque ſon bois eſt eſtime un des meilleurs pour faire des manches de hache, coignée, ſerpe, & autres inſtruments propres à couper. 
Je l'ai trouvé dans les forêts de la Guiane, entre la rivière d'Aroura & celle d'Orapu. 
Il étoit en fruit dans le mois de Juillet. 
Les feuilles & le fruit ſont repréſentés de grandeur naturelle. »

— Fusée-Aublet, 1775.